# Лють (роман)
«Лють» (англ. Rage, 1977) — роман американського письменника Стівена Кінга, написаний під псевдонімом Річард Бахман 1977 року.
У творі йдеться про старшокласника Чарлі Декера, який одного разу влаштовує стрілянину в школі та бере своїх однокласників у заручники. Його розмова з іншими учнями розкриває, що спонукало Чарлі до такого вчинку.
Книга була вилучена з продажу через те, що були випадки, коли учні брали в школу зброю, і у одного хлопчика, який узяв клас в заручники, знайшли книгу «Лють». Пізніше Кінгу довелося вилучити роман з друку, тому що в 1980-х і 90-х в школах США відбулися дуже схожі теракти.

## Сюжет
Чарлі Декера, старшокласника середньої школи штату Мен, викликають до директора з приводу випадку, коли він вдарив свого вчителя хімії водопровідним ключем. Чарлі зухвало відповідає на зауваження, що призводить до його виключення зі школи.
Згодом Чарлі дістає зі своєї шафки заздалегідь підготований пістолет, а потім підпалює її вміст. Він повертається до свого класу і застрелює вчительку алгебри, міс Джин Андервуд. Через підпал спрацьовує пожежна сигналізація, але Чарлі змушує своїх однокласників залишитися в приміщенні і вбиває вчителя історії, містера Пітера Венса, коли той намагається увійти. Коли інші учні та вчителі покидають школу, на місце прибуває поліція та ЗМІ.
Протягом наступних чотирьох годин Чарлі заграє з людьми, які намагаються домовитися з ним, включаючи директора, шкільного психолога та начальника місцевої поліції. Чарлі диктує свої умови, погрожуючи вбити учнів. Він зізнається своїм заручникам, що не сподівається на який-небудь порятунок, але береться за розмову, змушуючи однокласників розповідати ганебні таємниці про себе та інших.
З розповідей з'ясовується неспокійне дитинство Чарлі, зокрема його стосунки з жорстоким батьком Карлом: расистом і жіноненависником. Дві учениці внаслідок розкриття секретів намагаються побитися, а поліцейський снайпер, скориставшись нагодою, стріляє Чарлі в серце. Однак Чарлі виживає завдяки щасливому випадку — куля влучає в замок від шафки, який він поклав у кишеню.
Заручники поступово стають на бік Чарлі, співчуваючи йому. Чарлі проте розуміє, що однокласник Тед Джонс нещирий у своїй словах і був коханцем Сандри, яка симпатизує Чарлі. Тед здогадується, що його викрито, і намагається підбурити учнів на бунт проти Декера. Зазнавши невдачі, намагається втекти з класу, але інші учні жорстоко нападають на нього, б'ючи до нестями. О 13:00 Чарлі відпускає учнів, але Тед не може самостійно рухатися і залишається в класі. Коли начальник поліції заходить до класу, тепер беззбройний Чарлі вдає, що стріляє в нього, намагаючись спровокувати його на постріл у відповідь і так покінчити життя самогубством. Начальник стріляє в Чарлі, але той виживає.
Пізніше Чарлі визнають неосудним через божевілля та відправляють до психіатричної лікарні в Августі, штат Мен. Тед лишається в комі і лікар вважає, що йому не покращає. Останні розділи містять службову записку про лікування Теда та прогноз розвитку його хвороби. Також прикріплено лист від одного з друзів Чарлі, який описує події в житті школярів протягом місяців після цього інциденту. Розповідь закінчується зверненням Чарлі до читача: «Ось і кінець. Зараз я повинен вимкнути світло. На добраніч».

## Персонажі
- Чарлі Декер (Чарлз Еверетт Декер) — хлопчик з дивацтвами, головний герой, від чийого особи ведеться розповідь. Негарний, блідий хлопчик, при цьому кмітливий, але глибоко нещасний через затяжний конфлікт з батьком і всіма дорослими.
- Тед Джонс — його однокласник, який сподівався підбурити клас на спротив Декеру, але не знайшов однодумців. Типовий «хороший американський юнак», який страждає через алкоголізм матері. Коханець Сандри Крос.
- Свин (Джон Дейна) — посміховисько класу, хлопчик з бідної сім'ї, пригнічуваний владною і забобонною матір'ю. Своє прізвисько отримав за те, що ходив у брудному невипраному одязі.
- Ірма Бейтс — ізгой класу, негарна товста дівчинка, від якої вічно смердить.
- Грейс Станнер — красуня, дівчина-без-комплексів. Багато хто вважає її матів повією, але Грейс готова будь-як довести, що це не так.
- Керол Грейнджер — дівчинка-тихоня. За її словами, незаймана, і пишається цим.
- Сандра Крос — дівчина з гарною репутацією, що мріє вирватися з розміреного життя та робити все у власне задоволення. Щоб відчути себе живою, справжньою, вона стала коханкою Теда Джонса, але симпатизує Чарлі.
- Містер Денвер — директор школи, де вчиться Чарлі. Вони з ним ведуть психологічну війну і Чарлі в результаті перемагає.
- Дон Грейс — шкільний психолог. Учні його терпіти не можуть, і Чарлі теж. Хлопчик також здобуває перемогу з ним в психологічній війні.
- Френк Філбрік — офіцер поліції, товстий і страждає задишкою, вів переговори з Декером.

## Адаптації
Російський фільм «Шкільний стрілець» був задуманий, як екранізація за мотивами роману, хоча був знятий під впливом стрілянини в школі № 263